# Dalegan
Dalegan is een bestuurslaag in het regentschap Gresik van de provincie Oost-Java, Indonesië. Dalegan telt 5351 inwoners (volkstelling 2010).